# アトレティコ・カピタリーノ
アトレティコ・カピタリーノ・フトボル・クルブ（スペイン語: Atlético Capitalino Fútbol Club）は、メキシコの首都メキシコシティに本拠地を置くサッカークラブである。リーガ・デ・バロンピエ・メヒカーノに所属。

## 歴史
2020年6月、アトレティコ・カピタリーノはメキシコの首都を代表するクラブを目指し、リーガ・デ・バロンピエ・メヒカーノへの新規参入を希望していた。6月29日、エドゥアルド・バカスが監督に就任することが発表された。7月3日、クラブは正式に創設され、同時にリーガ・デ・バロンピエ・メヒカーノへの参入が承認されたことが発表された。